# Wojciech Sikora (publicysta)
Wojciech Sikora (ur. 16 kwietnia 1956 w Krakowie, zm. 4 sierpnia 2022 w Paryżu) – polski publicysta, redaktor, działacz opozycji demokratycznej w PRL. Prezes Stowarzyszenia Instytut Literacki (w latach 2010–2019) i Fundacji Kultury Paryskiej (w latach 2013–2019).

## Życiorys
Absolwent VII Liceum Ogólnokształcącego w Krakowie, studiował następnie filozofię na Uniwersytecie Jagiellońskim (1977–1980).
W czasie studiów był opozycyjnym działaczem studenckim. Latem 1976 r. współuczestniczył w zbieraniu podpisów na listach w obronie represjonowanych robotników Radomia. Uczestniczył w zebraniach powstałego Komitetu Obrony Robotników. W maju 1977 r., po śmierci Stanisława Pyjasa brał udział w organizowaniu bojkotu krakowskich Juwenaliów. Brał udział w działalności Studenckiego Komitetu Solidarności, m.in. jako jeden z redaktorów „Sygnału”, z którym związani byli w tym czasie m.in. Joanna Burchard, Anna Krajewska, Grzegorz Małkiewicz, Jan Polkowski, Tomasz Schoen i Bronisław Wildstein. Współuczestniczył w kolportażu prasy niezależnej, głównie „Robotnika” w Nowej Hucie, a także w akcjach ulotkowych pod bramą kombinatu Huty im. Lenina. W lipcu 1978 r. zatrzymany przez bezpiekę i postawiony razem z Łukaszem Świeżem przed kolegium z zarzutem „zaśmiecania miasta”. Był w tym czasie wielokrotnie zatrzymywany na 48 godzin (m.in. 22 października 1979 r. w Warszawie podczas akcji protestacyjnej przeciwko praskim procesom czechosłowackich dysydentów).
29 sierpnia 1980 r. aresztowany, wraz z Andrzejem Mietkowskim i Bronisławem Wildsteinem (cała trójka otrzymała 30 sierpnia tzw. „sankcje prokuratorskie”. Śledztwo w tej sprawie zostało umorzone dopiero przez Prokuraturę Rejonową 28 listopada 1984 r., na podstawie amnestii z 21 lipca 1984 r.). Jego nazwisko znalazło się na ogólnopolskiej liście aresztowanych, których uwolnienia domagali się strajkujący w Gdańsku stoczniowcy. Po podpisaniu Porozumień Sierpniowych zwolniony 1 września 1980 r.
Współzakładał niezależny ruch studencki, m.in. współorganizował pierwszy wiec studencki na dziedzińcu przed Collegium Broscianum przy Grodzkiej 52. Został wybrany do Zarządu Niezależnego Zrzeszenia Studentów (wyznaczony do spraw kontaktów z NSZZ „Solidarność” pracowników naukowych), współpracował przy wydawaniu „Biuletynu NZS UJ”.

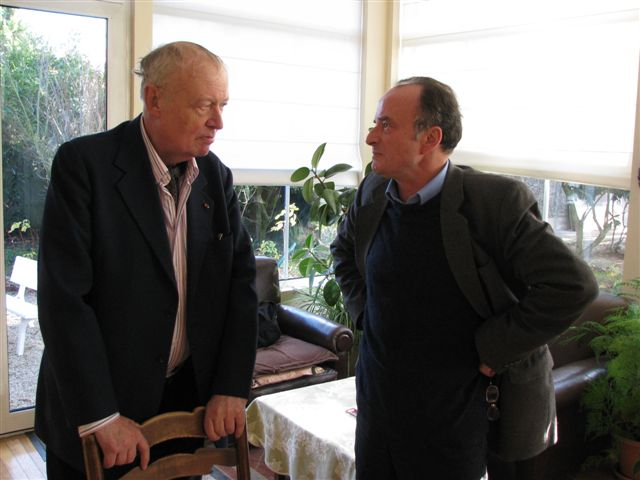
Wojciech Sikora z Maciejem Morawskim – paryskim korespondentem Rozgłośni Polskiej Radia Wolna Europa, w siedzibie „Kultury” – Maisons-Laffitte, 2 grudnia 2008 r.

Uczestniczył w zakładaniu pierwszych kół NSZZ „Solidarność”, był wraz z Anną i Andrzejem Mietkowskimi, Bronisławem Wildsteinem, Grzegorzem Małkiewiczem, Beatą Surówką i Anną Krajewską jednym z członków najbardziej zaangażowanej grupy działaczy (m.in. w lutym 1981 r. uczestniczyli na uniwersytetach w Szwecji, Niemczech i Francji w licznych prelekcjach i spotkaniach na rzecz „Solidarności” oraz nawiązania kontaktów z organizacjami studenckimi za granicą). Przebywał w Kolonii, Sztokholmie i Uppsali. Od czerwca 1981 r. przebywał w Paryżu, gdzie poznał Jerzego Giedroycia i podjął dorywczą pracę w paryskiej „Kulturze”. Jesienią 1981 r. brał udział w międzynarodowym zlocie organizacji studenckich we Francji, podpisując m.in. wraz z kolegami porozumienie między Krajowym Związkiem Studentów Francuskich (Union National des Étudiants de France) a NZS-em.
Po wprowadzeniu stanu wojennego w Polsce pozostał za granicą i uzyskał azyl polityczny we Francji. W latach 1982–1989 był działaczem polskich organizacji emigracyjnych. Był członkiem założycielem i współpracownikiem Grupy Koordynacyjnej NZS w Paryżu i współpracownikiem paryskiego Komitetu NSZZ „Solidarność” Seweryna Blumsztajna, gdzie zajmował się głównie „przerzutami” i kontaktami ze strukturami NSZZ „Solidarność” Regionu Małopolska (m.in. sprzęt poligraficzny dla oficyn II obiegu, m.in. Oficyny Literackiej, czy KTW oraz pism podziemnych „Promieniści”, „Bez Dekretu”, „Hutnik”).
W latach 1982–1986 pracował w emigracyjnym miesięczniku „Kontakt”, kontynuował też – stałą już – współpracę z paryską „Kulturą” (od jesieni 1981 do wiosny 1982 r. opiniował teksty i materiały dot. niezależnego ruchu studenckiego w Polsce; w kolejnych latach prowadził rubrykę pt. „Kronika francuska”). Współpracował z Rozgłośnią Polską Radia Wolna Europa. W latach 1983–1989 był francuskim przedstawicielem i sekretarzem na Europę australijskiej Fundacji Polcul – Polskiej Fundacji Kultury, powołanej w 1980 r. w celu nadawania stypendiów ludziom kultury w Polsce. Od 1984 r. był członkiem redakcji i przedstawicielem na Zachodzie krakowskiego kwartalnika niezależnego „Arka”.

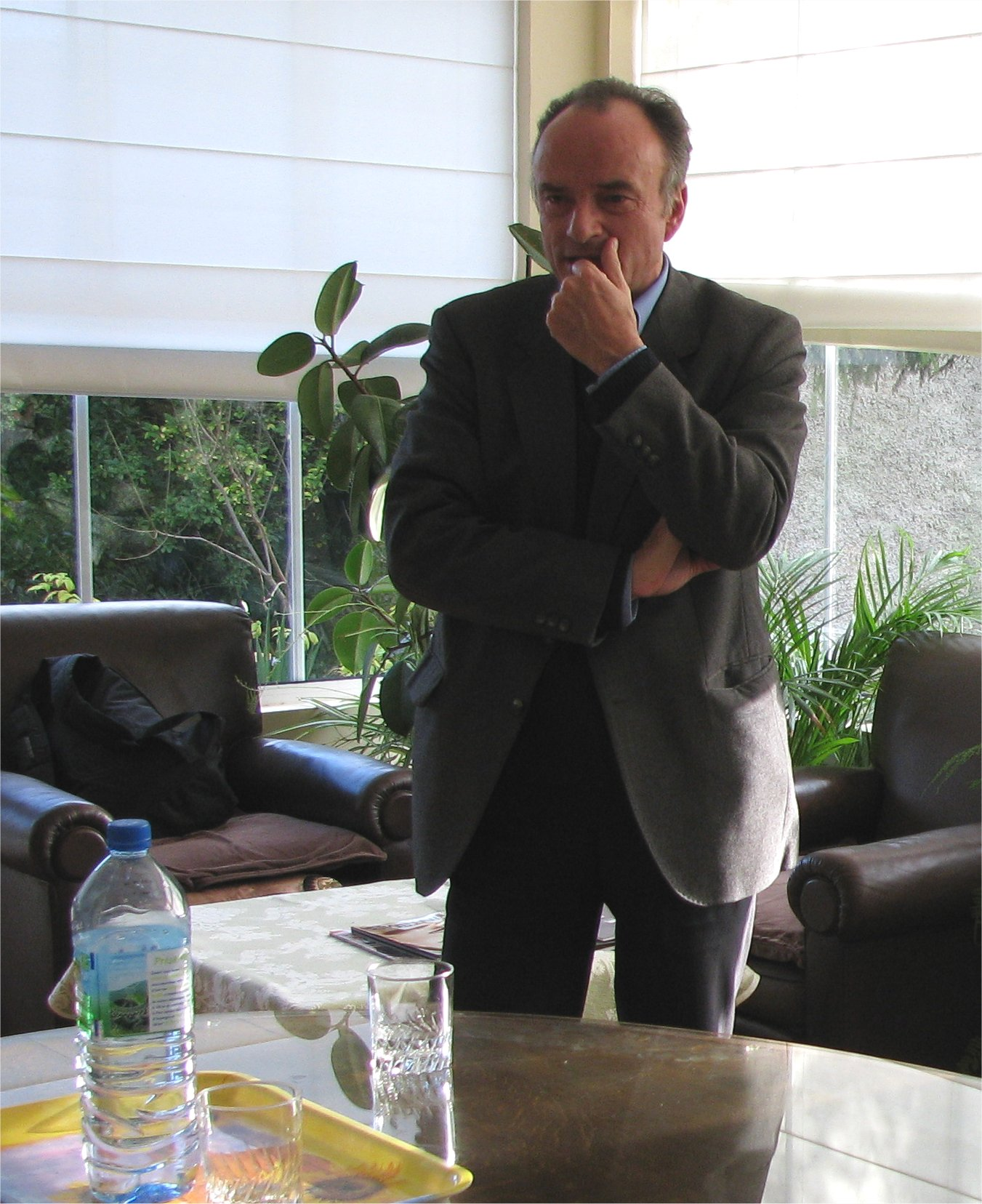
Wojciech Sikora w siedzibie „Kultury” – Maisons-Laffitte, 2 grudnia 2008 r.

Od 1987 do 2002 r. był sekretarzem Funduszu Pomocy Niezależnej Literaturze i Nauce w Paryżu, któremu przewodniczył Czesław Miłosz i który udzielił blisko 700 stypendiów osobom z Polski oraz sfinansował wydanie blisko pięćdziesięciu książek. Był współzałożycielem (wraz z Anną Giorgi-Alberti) firmy składopisowo-wydawniczej Editions Aktis S.A.R.L. i jej współwłaścicielem w latach 1989–1995. Aktis składał m.in. paryską „Kulturę”, „Zeszyty Historyczne” i wszystkie książki z „Biblioteki Kultury”, a ponadto „niebieską serię” „Libelli” Kazimierza Romanowicza, „Zeszyty Literackie” Barbary Toruńczyk, serię „Konfrontacje” Ireny Lasoty.
Po 1989 r. m.in. pracował przez kilka lat jako „wolny strzelec” w Sekcji Polskiej Radio France Internationale, a także redagował – wraz z Lilianą Sonik – rozpowszechnianą w Polsce, francuską serię wydawniczą „Wielcy Malarze”. Do Polski przyjechał po raz pierwszy w 1991 r.
Przez cały okres emigracji współpracował ściśle z Jerzym Giedroyciem i paryską „Kulturą”. Od 2000 jako stały pracownik Instytutu Literackiego, a od 2002 r. członek zarządu Stowarzyszenia „Instytut Literacki Kultura”, zarządzającego instytucją. Po śmierci Henryka Giedroycia, z jego upoważnienia objął w marcu 2010 kierownictwo tej placówki, którą prowadził do maja 2019 r.
Członek Stowarzyszenia Pracowników, Współpracowników i Przyjaciół Rozgłośni Polskiej Radia Wolna Europa Imienia Jana Nowaka-Jeziorańskiego w Warszawie. Wchodził w skład Zarządu funkcjonującej w Polsce Fundacji Kultury Paryskiej, która ma cele zbieżne z celami Stowarzyszenia Instytut Literacki „Kultura”.
Dwukrotny laureat „Nagrody Przyjaźni i Współpracy” przyznanej przez paryską „Kulturę” „Nagrodę Przyjaźni i Współpracy” (1992 i 1997). Odznaczony: Krzyżem Kawalerskim (1995), Oficerskim (2008) i Komandorskim (2018) Orderu Odrodzenia Polski oraz, w 2018 r., Medalem Stulecia Odzyskanej Niepodległości (udekorowany w 2019).
Żonaty z Agatą z domu Czartoryską, był ojcem trójki dzieci. Mieszkał we Flins-Neuve-Église, w regionie Île-de-France, w departamencie Yvelines we Francji.
Pogrzeb odbył się 18 sierpnia 2022 r. w kościele w Le Mesnil-le-Roi oraz na miejscowym cmentarzu, w bliskości grobów Jerzego Giedroycia, Henryka i Ledy Giedroyciów, Józefa i Marii Czapskich oraz Zofii i Zygmunta Hertzów.